# Ralph Palmer, 12. Baron Lucas

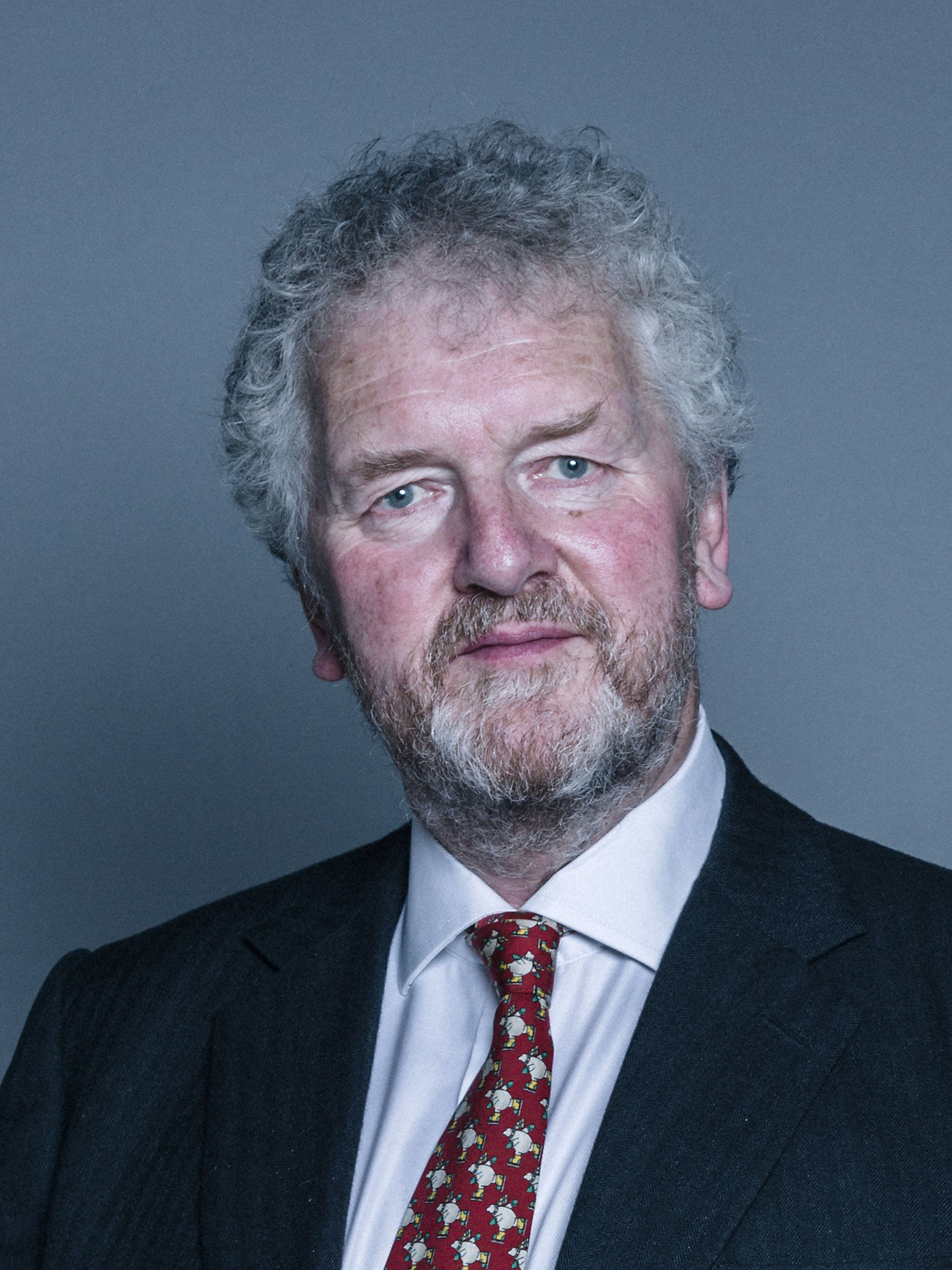
Ralph Palmer, 12. Baron Lucas

Ralph Matthew Palmer, 12. Baron Lucas, 8. Lord Dingwall (* 7. Juni 1951) ist ein britischer Adliger und Politiker.
Ralph Palmer ist der Sohn des Majors Robert Jocelyn Palmer (Sohn von Roundell Palmer, 3. Earl of Selborne) und der Anne Palmer, 11. Baroness Lucas, 7. Lady Dingwall. Er war drei Mal verheiratet. 1978 heiratete er in erster Ehe Clarrissa Marie Lockett. 1995 wurde die Ehe geschieden und er heiratete im gleichen Jahr Amanda Atha. Nach deren Tod im Jahr 2000 heiratete er 2001 seine dritte Frau Antonia Kennedy Rubinstein. Aus der ersten Ehe ist ein Sohn und eine Tochter und aus der dritten Ehe eine Tochter hervorgegangen.
Er besuchte die Twyford School in Hampshire und studierte danach am Balliol College, Oxford Physik. Nach einer Ausbildung als Chartered Accountant 1976 arbeitete er 1976 bis 1988 bei S.G. Warburg & Co Ltd. Er ist Chefredakteur des The Good Schools Guide, eines Verzeichnisses britischer Schulen und Liveryman der Worshipful Company of Mercers.
Er gehört dem Aufsichtsrat des von A. C. Grayling gegründeten New College of the Humanities an.

## Politik
Mit dem Tod seiner Mutter erbte er 1991 die Titel als 12. Baron Lucas und 8. Lord Dingwall. Mit dem Titel war auch ein erblicher Sitz im House of Lords verbunden. Dort war er 1994 bis 1997 Lord in Waiting und war 1997 bis 1998 im Schattenkabinett der Conservative Party als Minister for International Development vorgesehen, kam aber infolge des Wahlerfolgs der Labour Party unter Tony Blair nicht zum Zuge. Er gehört zu den 92 Peers, die auch nach den Reformen des House of Lords Act 1999 ihren Parlamentssitz behielten.